# Lockhart Beach Park
Lockhart Beach Park är en park i Kanada.   Den ligger i provinsen British Columbia, i den södra delen av landet, 3 100 km väster om huvudstaden Ottawa. Lockhart Beach Park ligger 530 meter över havet.
Terrängen runt Lockhart Beach Park är bergig norrut, men söderut är den kuperad. Lockhart Beach Park ligger nere i en dal som går i nord-sydlig riktning. Runt Lockhart Beach Park är det mycket glesbefolkat, med 2 invånare per kvadratkilometer.. Närmaste större samhälle är Balfour, 17,3 km nordväst om Lockhart Beach Park.